# كنجوان
كنجوان هي قرية في مقاطعة أصفهان، إيران. يقدر عدد سكانها بـ 578 نسمة بحسب إحصاء 2016.